# Eriogonum alatum
Eriogonum alatum är en slideväxtart som beskrevs av John Torrey. Eriogonum alatum ingår i släktet Eriogonum och familjen slideväxter.

## Underarter
Arten delas in i följande underarter:
- E. a. glabriusculum
- E. a. mogollense